# Katerine Duska
Katerine Duska (Grieks: Κατερίνα Ντούσκα) (Montreal, 6 november 1989) is een Grieks-Canadese zangeres.

## Biografie
Duska werd geboren in Montreal van Griekse ouders en groeide daar ook op. Tegenwoordig woont ze in de Griekse hoofdstad Athene. In 2016 bracht ze haar eerste album uit. Begin 2019 werd ze door de Griekse openbare omroep aangesteld om Griekenland te vertegenwoordigen op het Eurovisiesongfestival 2019.
1974: Marinella · 
1976: Mariza Koch · 
1977: Pascalis, Marianna, Robert & Bessy · 
1978: Tania Tsanaklidou · 
1979: Elpida · 
1980: Anna Vissi & Epikouri · 
1981: Yiannis Dimitras · 
1983: Kristi Stassinopoulou · 
1985: Takis Biniaris · 
1987: Bang · 
1988: Afroditi Frida · 
1989: Mariana Efstratiou · 
1990: Christos Callow & Wave · 
1991: Sophia Vossou · 
1992: Cleopatra · 
1993: Katerina Garbi · 
1994: Kostas Bigalis & The Sea Lovers · 
1995: Elina Konstantopoulou · 
1996: Mariana Efstratiou · 
1997: Marianna Zorba · 
1998: Thalassa · 
2001: Antique · 
2002: Michalis Rakintzis · 
2003: Mando · 
2004: Sakis Rouvas · 
2005: Elena Paparizou · 
2006: Anna Vissi · 
2007: Sarbel · 
2008: Kalomira · 
2009: Sakis Rouvas · 
2010: Giorgos Alkaios & Friends · 
2011: Loukas Giorkas feat. Stereo Mike · 
2012: Eleftheria Eleftheriou · 
2013: Koza Mostra feat. Agathonas Iakovidis · 
2014: Freaky Fortune feat. RiskyKidd · 
2015: Maria Elena Kiriakou · 
2016: Argo · 
2017: Demy · 
2018: Gianna Terzi · 
2019: Katerine Duska · 
2021: Stefania · 
2022: Amanda Tenfjord · 
2023: Victor Vernicos · 
2024: Marina Satti · 
2025: Klavdia
- Gemeinsame Normdatei: 1207194301
- International Standard Name Identifier: 0000 0004 6311 8356
- MusicBrainz: 2ecb34af-2dd6-4d93-a4ce-9023efcb6ad1
- Virtual International Authority File: 2343158551004316540007